# Улица Гурьянова
У́лица Гурья́нова (название утверждено в 1971 году) — улица в Юго-Восточном административном округе города Москвы на территории района Печатники.

## Расположение
Улица имеет сложную конфигурацию, распадаясь на три отрезка:
1. От безымянной площади у станции метро «Печатники» улица идёт к северо-западу, затем поворачивает на юго-запад и наконец — на запад. В конце этого участка улица упирается в Т-образный перекрёсток, на север от которого уходит Южнопортовая улица, а на юг — второй отрезок улицы Гурьянова. С чётной стороны к улице примыкает также Речной проезд, с нечётной — Шоссейная улица. Продолжением улицы к юго-востоку является улица Полбина.
2. От описанного выше Т-образного перекрёстка улица идёт на юг, параллельно реке Москве и расположенному на её берегу Таллинскому парку. В конце этого отрезка улица упирается в тупик у дома № 77. С нечётной (восточной) стороны к улице примыкает Улица Кухмистерова.
3. Третий отрезок не связан с предыдущими двумя. Начинается от Шоссейной улицы, являясь продолжением Проектируемого проезда № 2263 (на некоторых картах отмечен как улица Гурьянова), идёт на юго-запад, затем — на юг и, завершая полукруг, вновь упирается в Шоссейную улицу вблизи Николо-Перервинского монастыря.
Нумерация домов — от станции метро «Печатники».

## История
Название утверждено 7 декабря 1971 года в честь героя Великой Отечественной войны Михаила Алексеевича Гурьянова — комиссара партизанского отряда, погибшего в плену.

### Теракт
В ночь с 8 на 9 сентября 1999 года в результате взрыва были уничтожены четвёртый и пятый подъезды дома 19, сильно пострадал дом № 17. Погибли 109 человек.
В память о трагедии был установлен крест по погибшим, в сентябре 2003 года открылась часовня Храма на крови.

## Здания и сооружения
На улице расположены следующие дома:
| Почтовый индекс | Номера домов                                                                       |
| --------------- | ---------------------------------------------------------------------------------- |
| 109388          | 31, 33, 35, 39, 41, 43, 49, 51, 53, 55, 57, 61, 65, 67, 69, 71, 73, 75, 77, 79, 81 |
| 109548          | 1, 11, 13, 17, 19, 23 (стр.1), 25/1, 3, 5, 7, 9, 15, 21, 23 (стр.2)                |

Также к улице примыкает Таллинский парк.
- № 51 — жилой дом. Здесь жил искусствовед Иван Горин[4].

## Транспорт

### Метро
На улице расположены станции метро  Печатники и  Печатники.

### Железнодорожный транспорт
Добраться до улицы можно от железнодорожных платформ  Печатники,  Люблино и  Депо.

### Наземный транспорт
По улице проходят маршруты автобусов:
- 193: Саратовская улица —  Текстильщики —  Печатники —  Кожуховская —  Автозаводская (от Южнопортовой улицы до улицы Полбина)
- 292: Курьяново —  Печатники — Улица Гурьянова, 77 (от конечной остановки у дома 77 до начала улицы)
- 426:  Текстильщики —  Печатники — Улица Гурьянова, 77 (от конечной остановки у дома 77 до начала улицы)
- 736: Курьяново —  Печатники —  Угрешская —  Кожуховская (от станции метро «Печатники» до Южнопортовой улицы)

## Галерея

улица Гурьянова
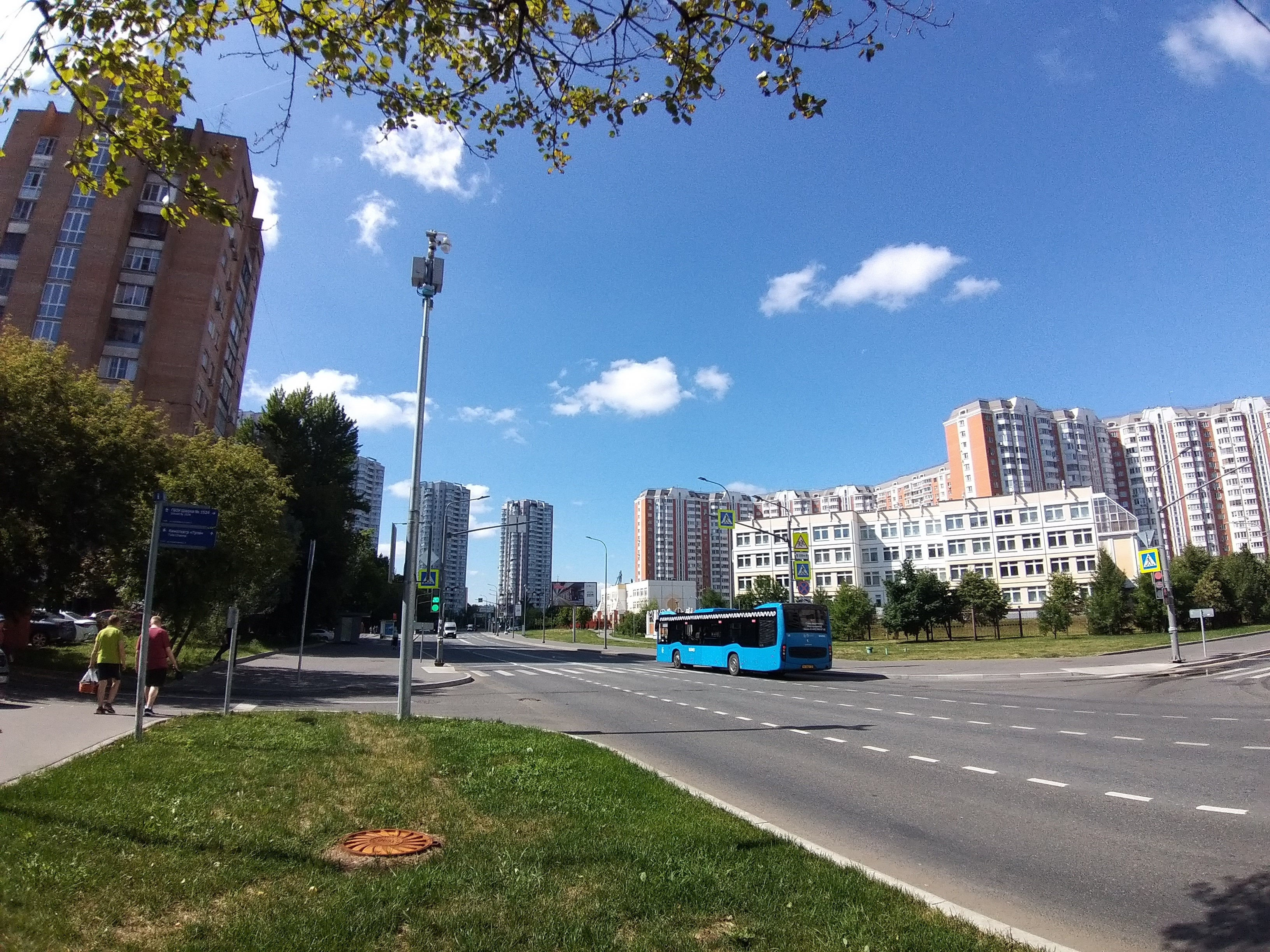
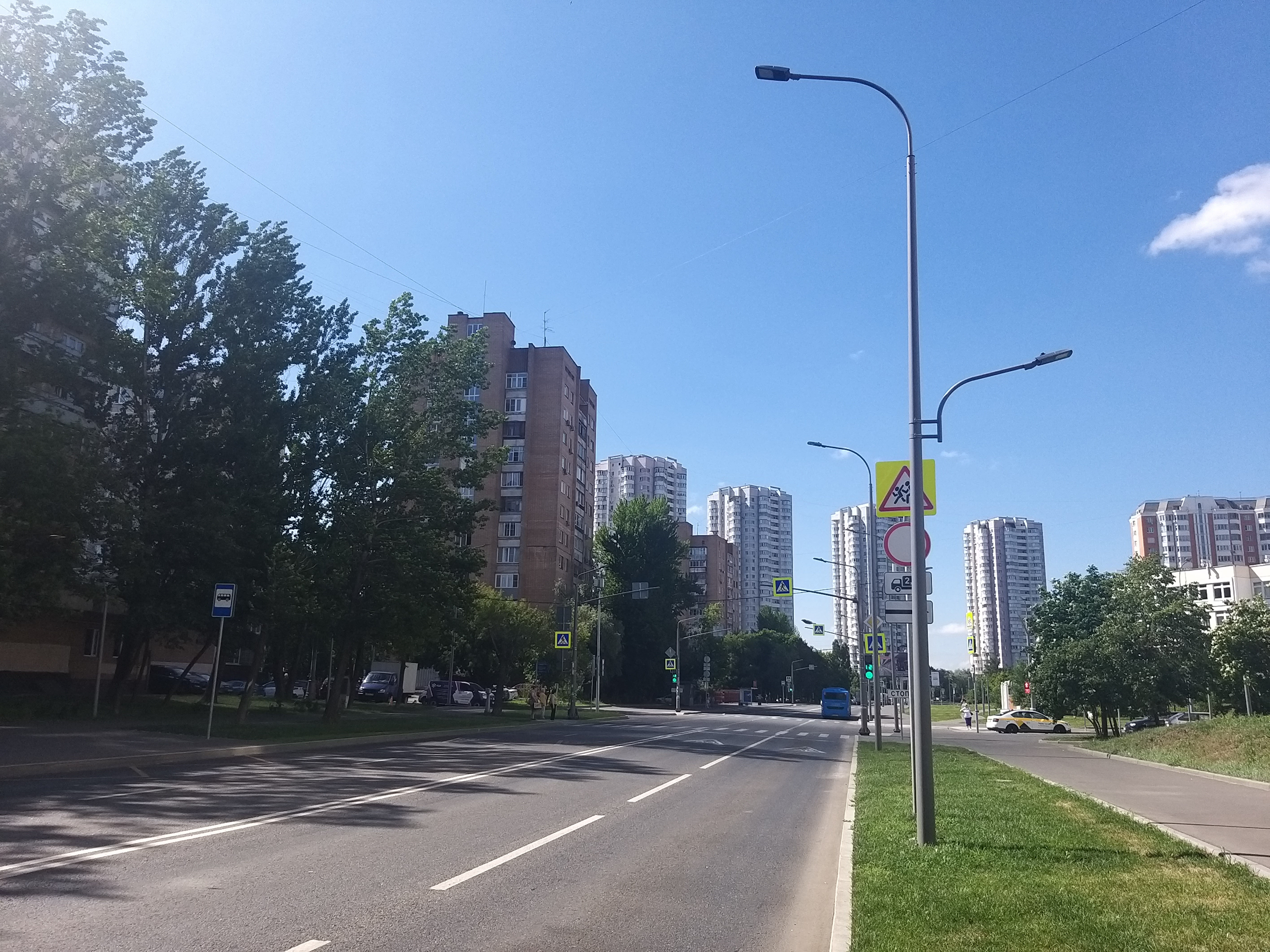
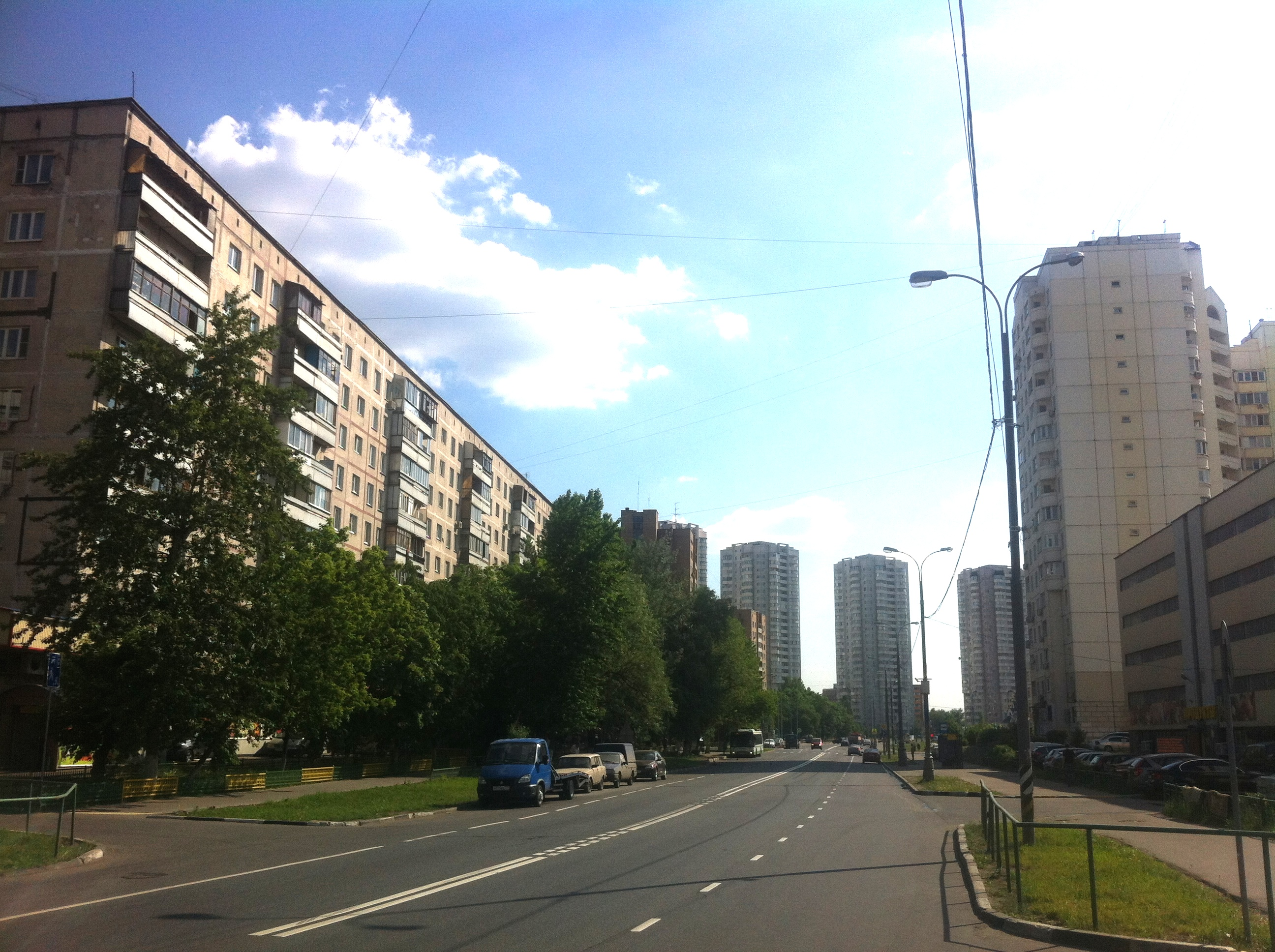
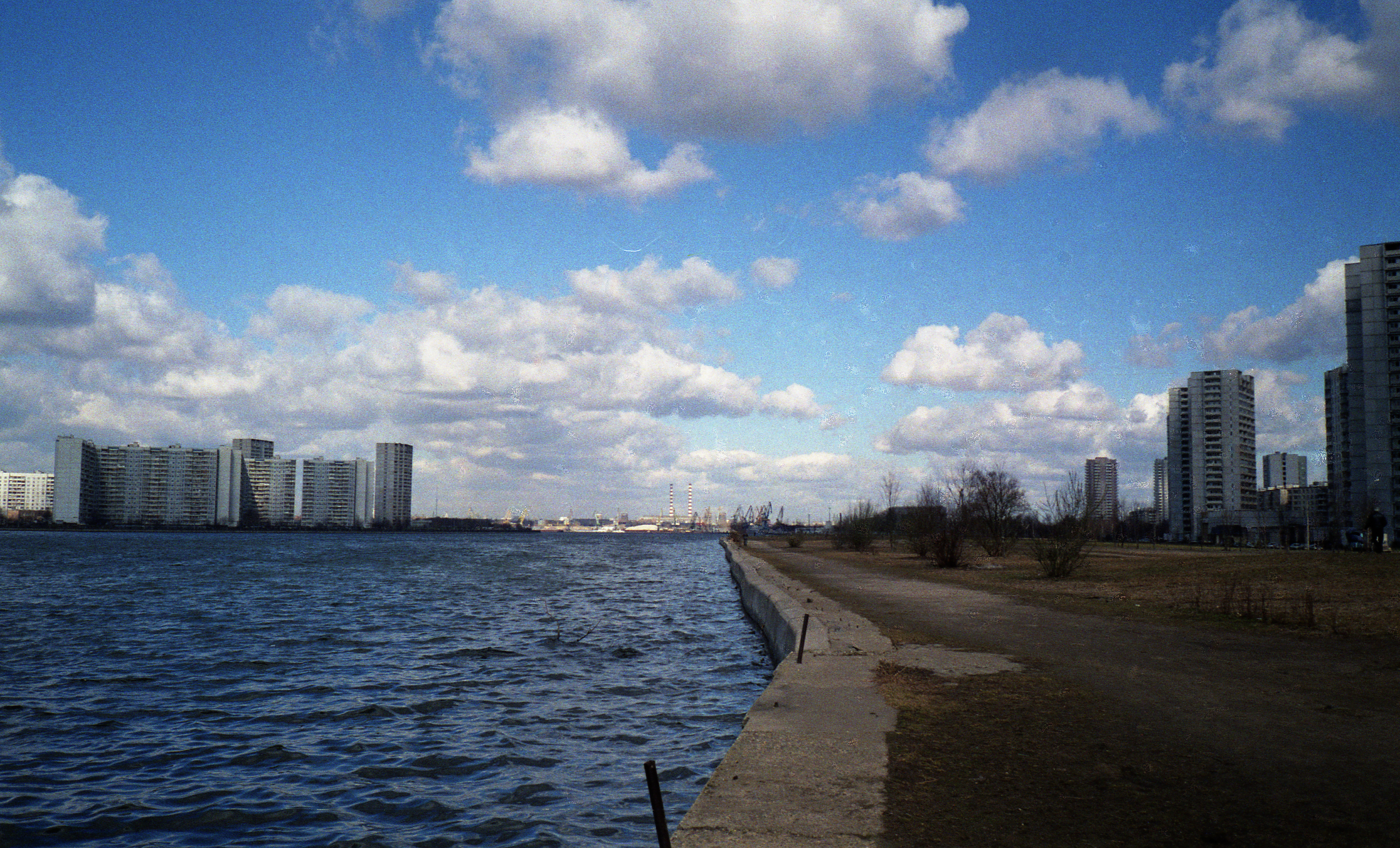
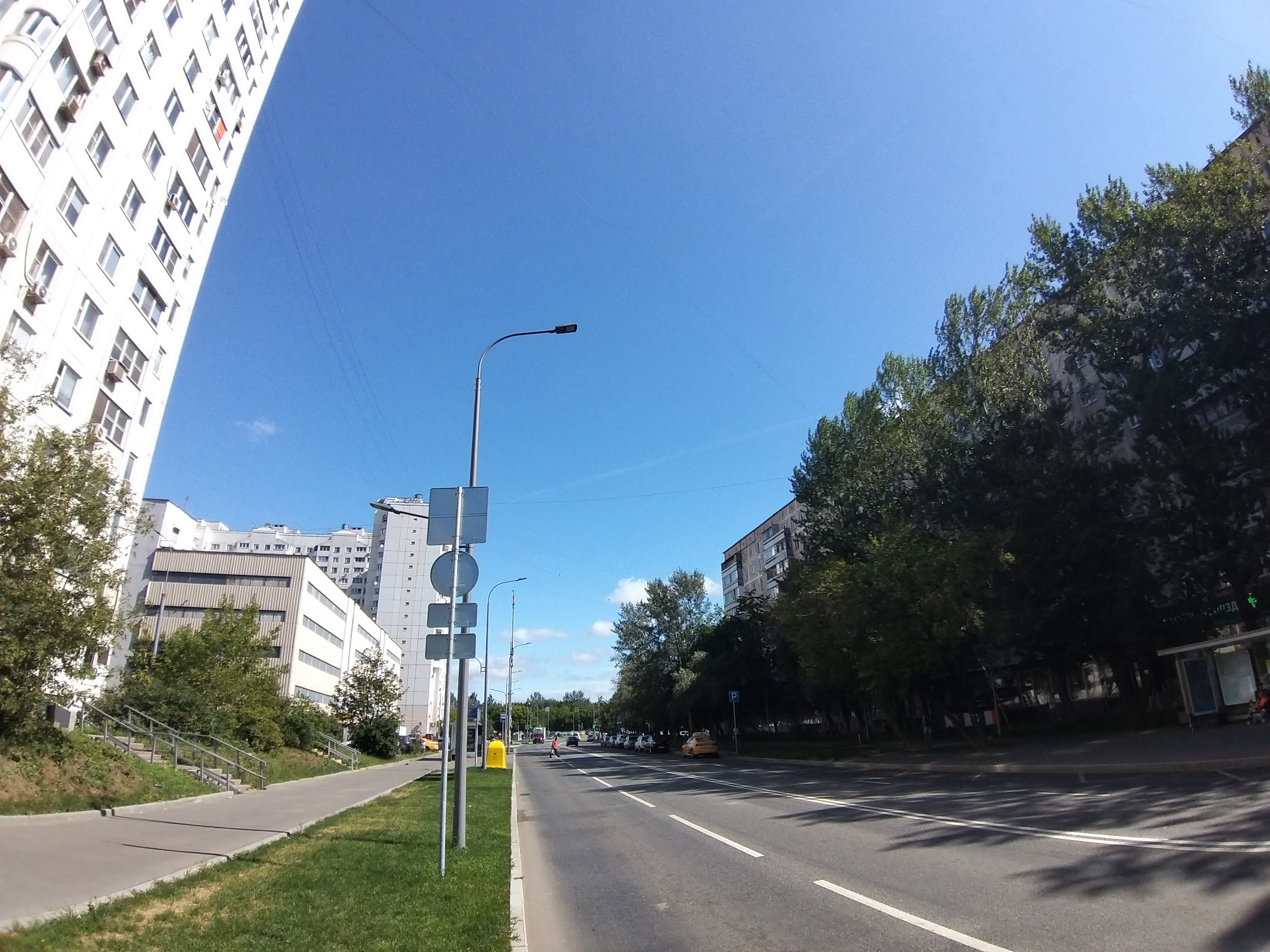
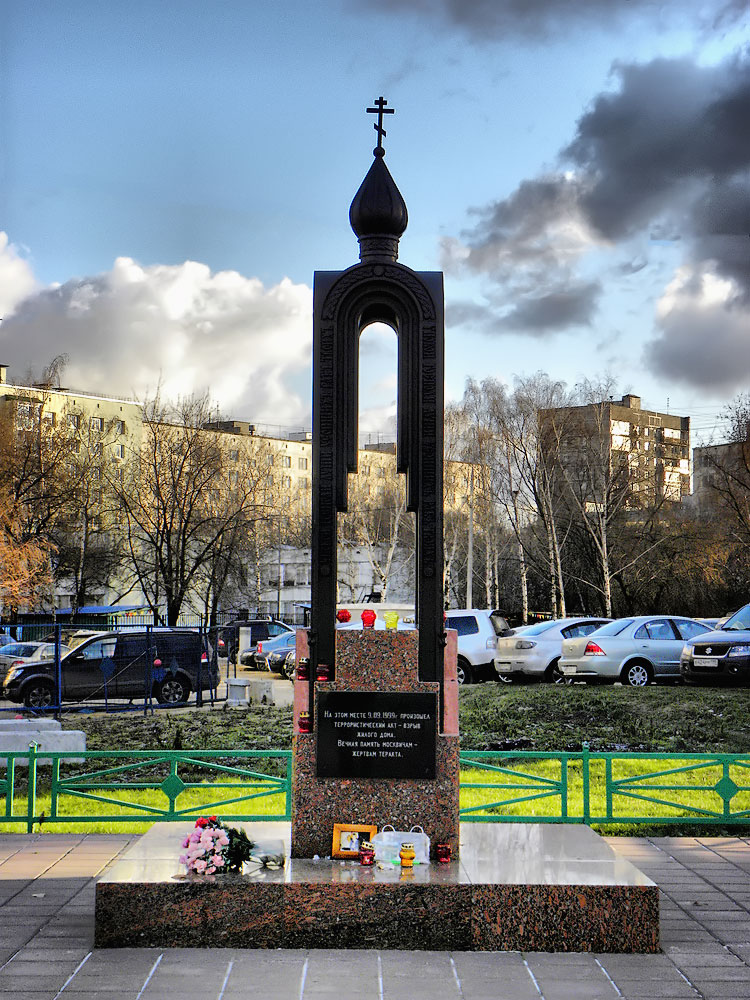
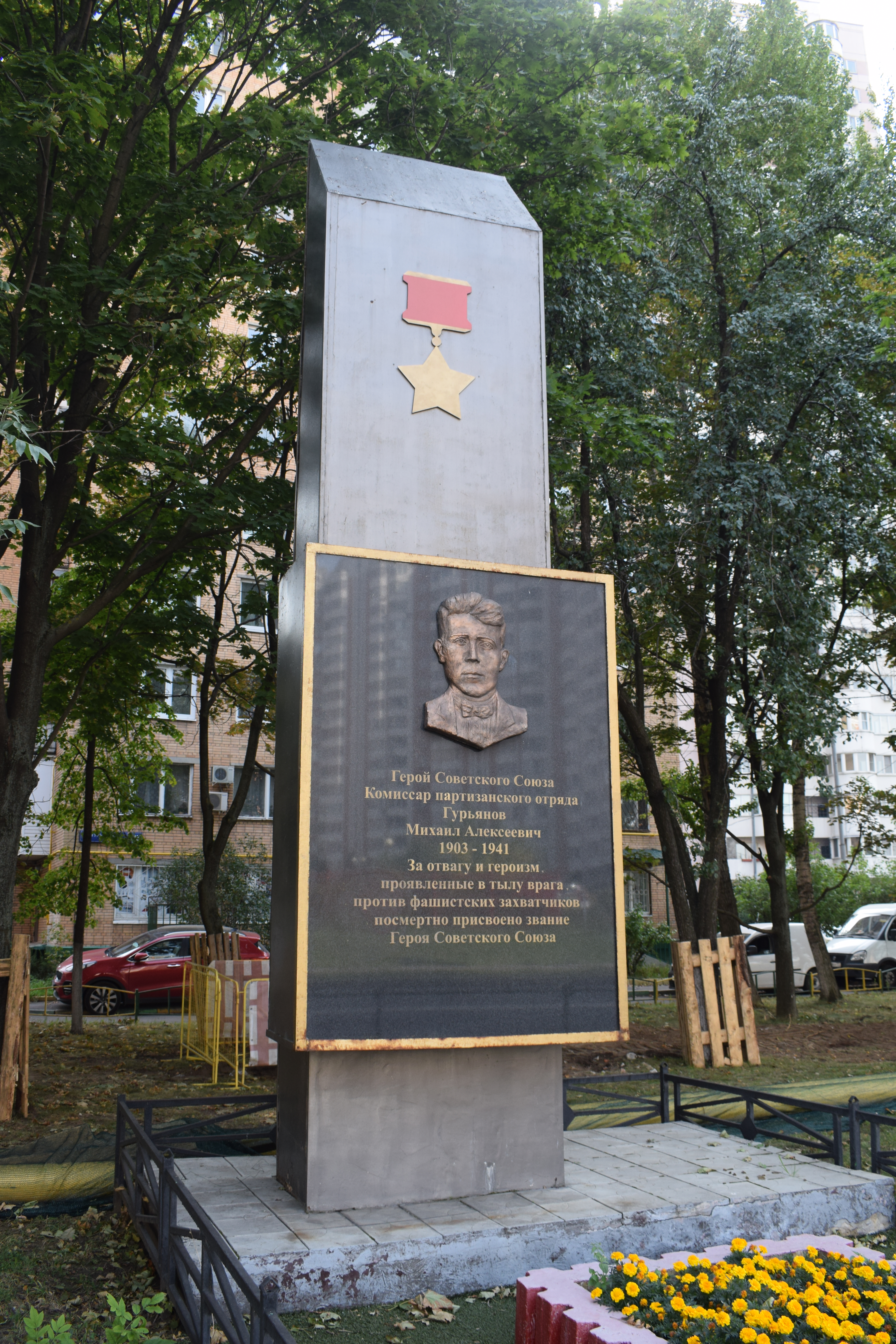